# Marienstift Bedburg

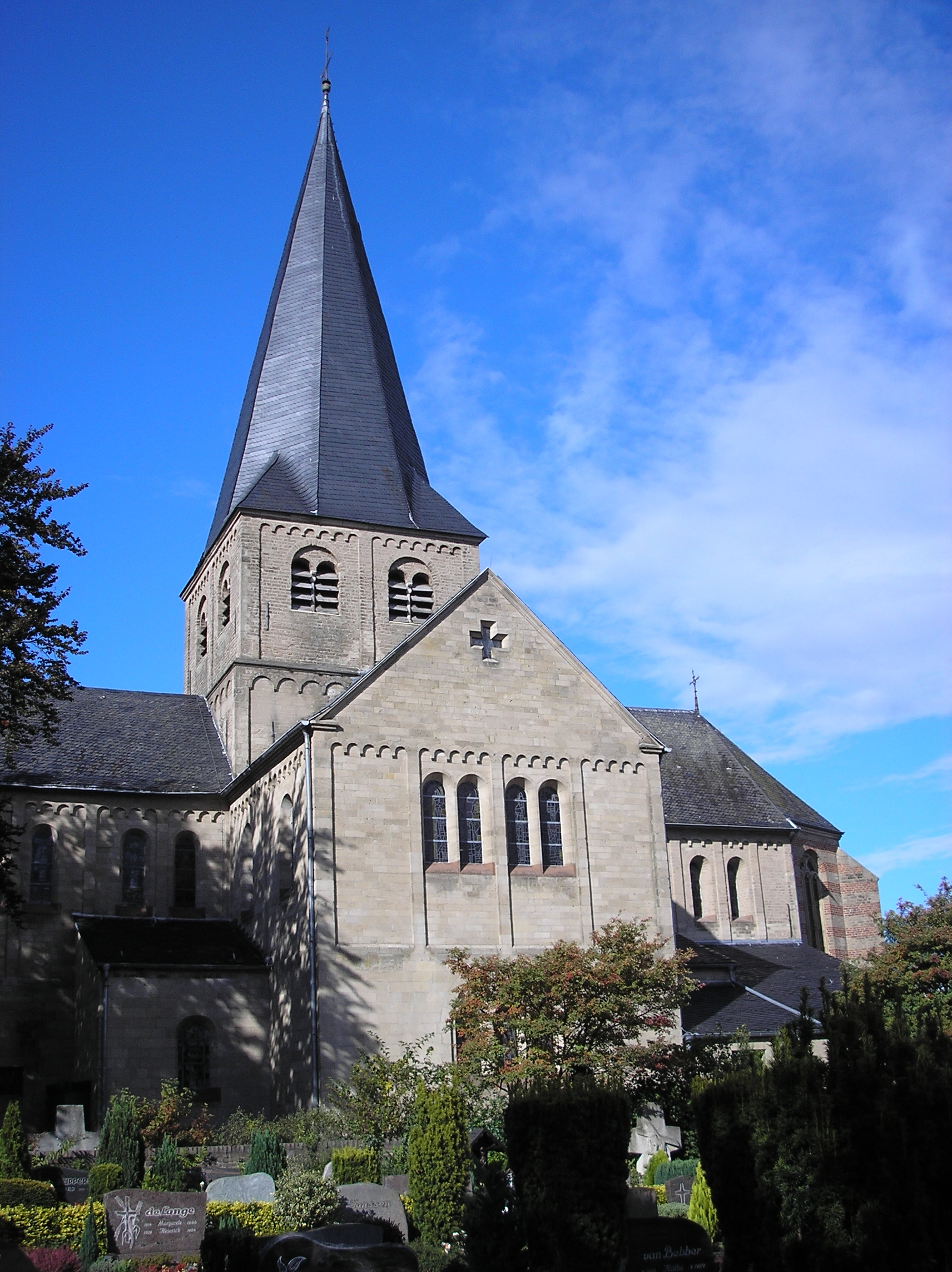
Voormalige stiftkerk Bedburg

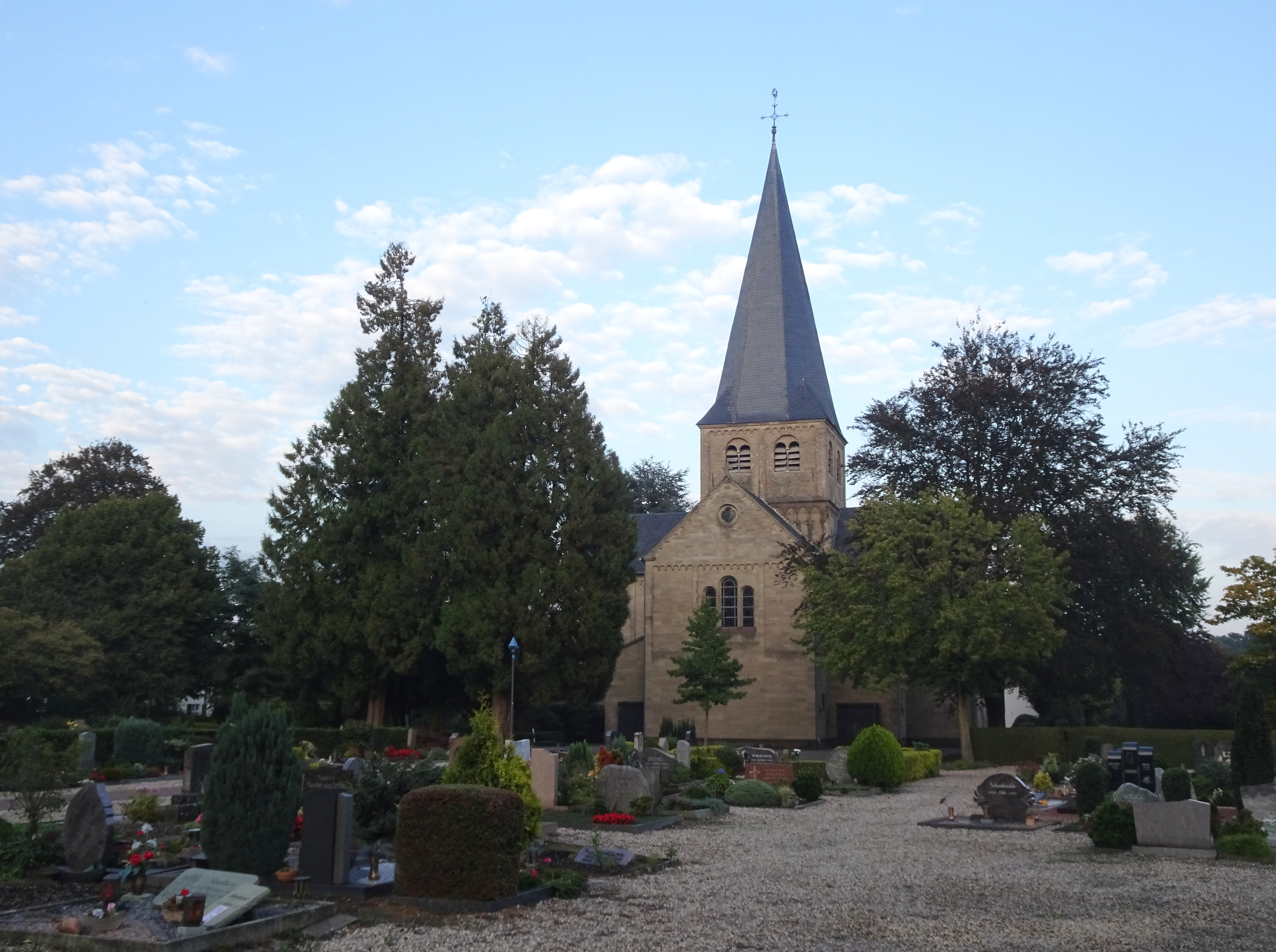
Sinds 1804 St. Markus in Schneppenbaum

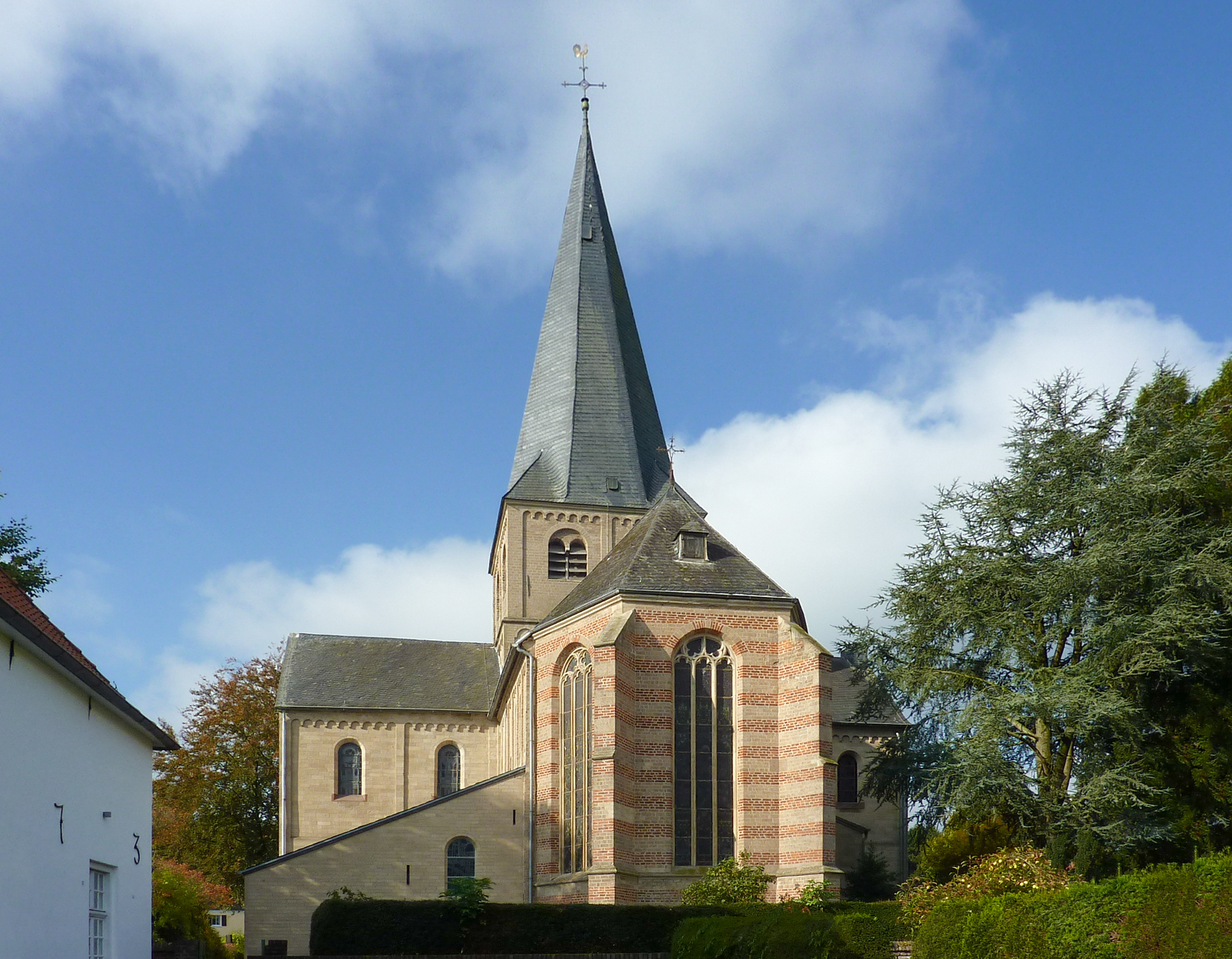
St. Markus, gotisch koor

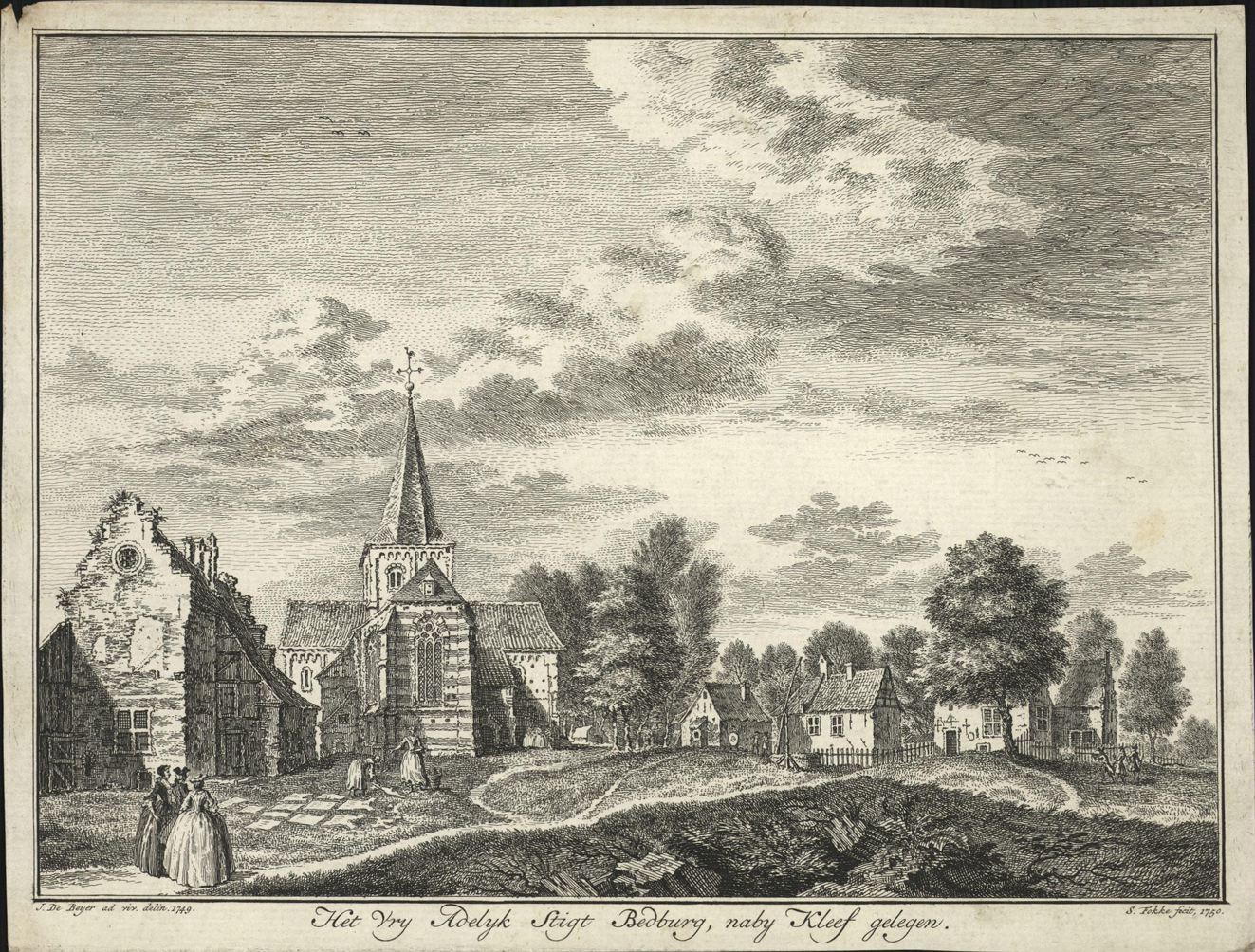
Het 'stigt' in 1749, Jan de Beijer

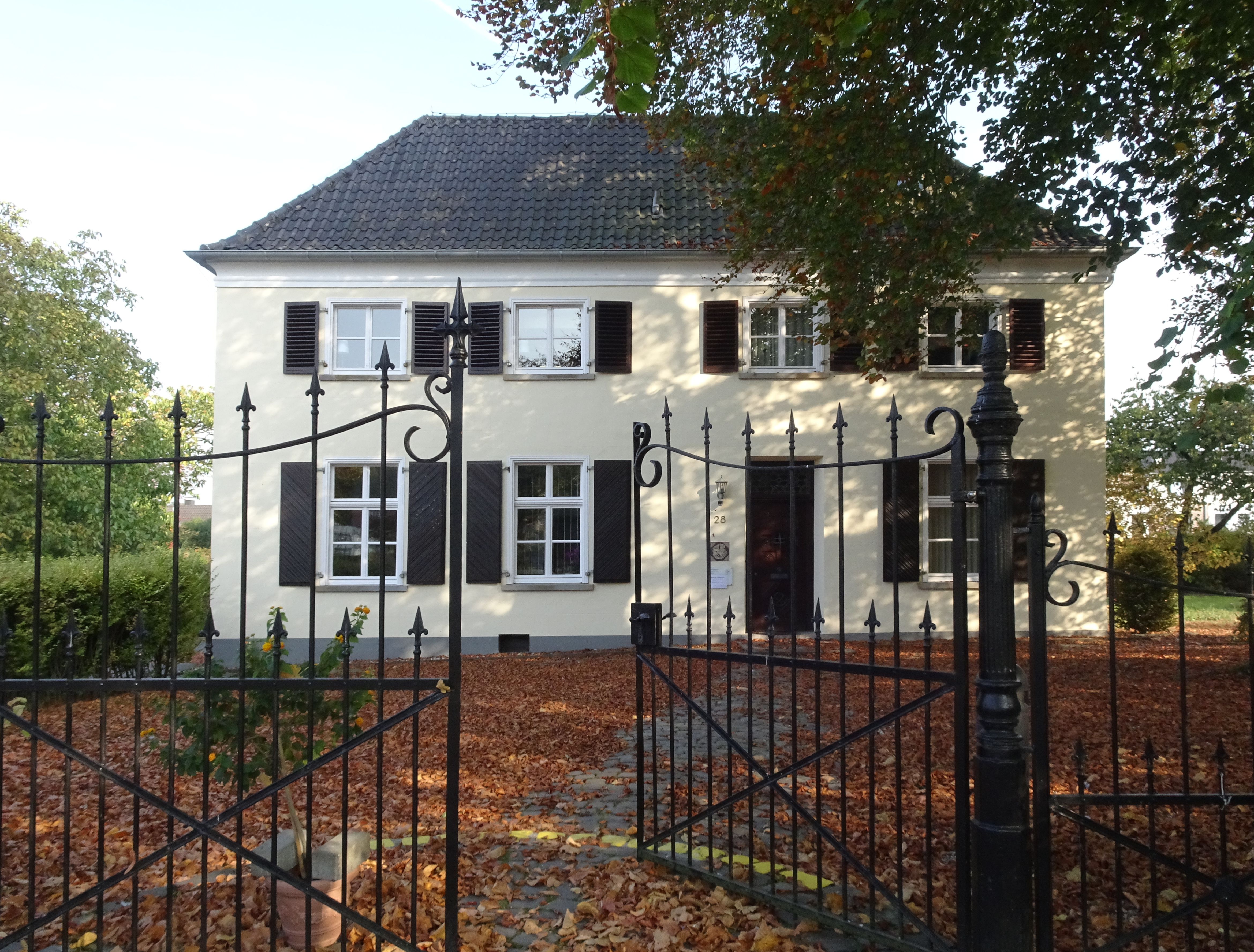
Pastorie, Klosterplatz 28

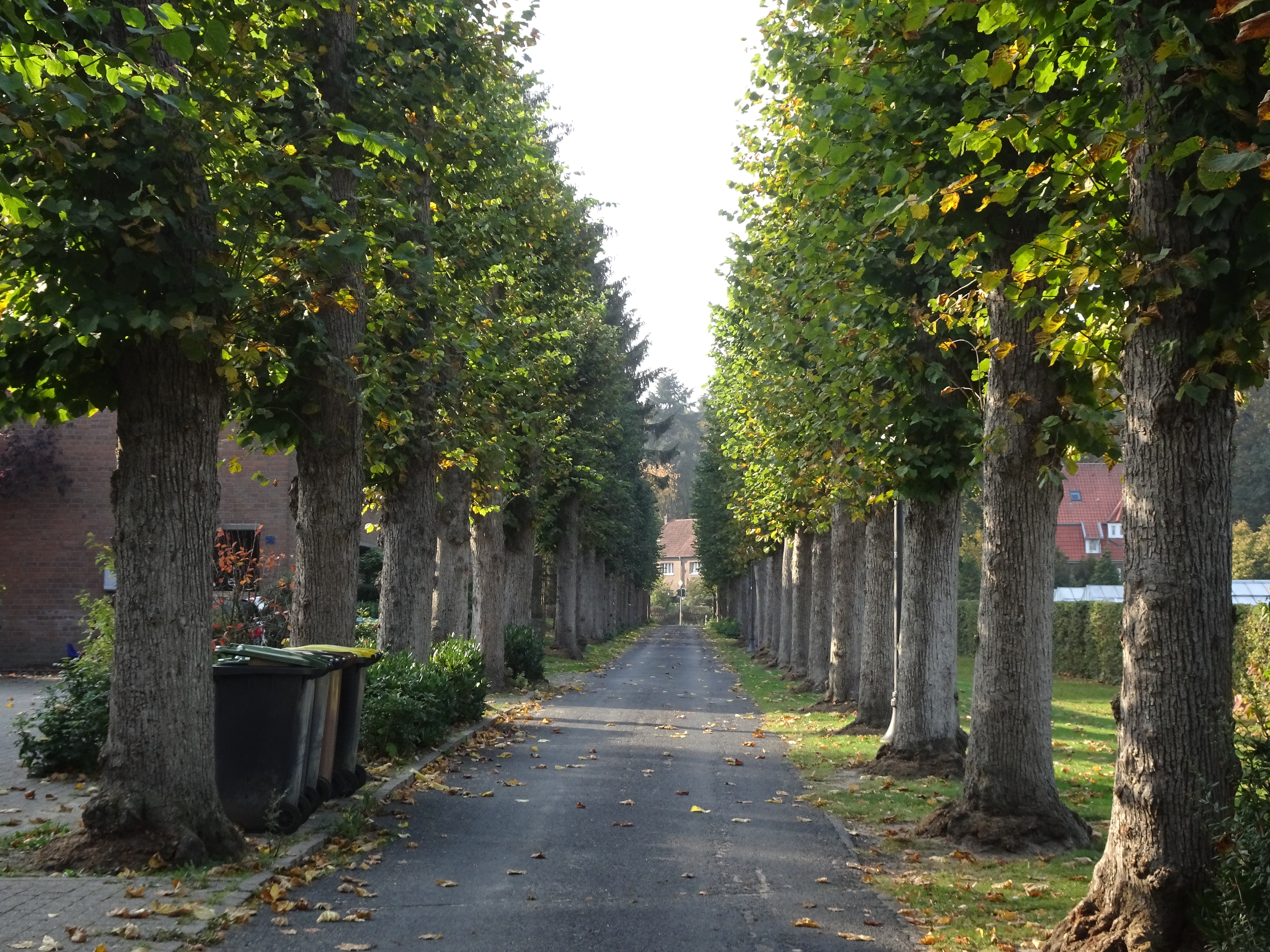
Klosterplatz, Schneppenbaum

Het Marienstift Bedburg of Bedbur was een van oorsprong in 1124 gesticht klooster waar men leefde volgens de Ordo Canonici Regularis Praemonstratensis. Het lag in het bisdom Keulen, in de huidige plaats Schneppenbaum in de gemeente Bedburg-Hau. Vanaf 1519 tot de opheffing in 1802 was het een wereldlijk jufferstift. 1604 verhuisde het convent naar Kleef, waarna de kloostergebouwen en de kerk op de oude plek sterk in verval raakten. De voormalige stiftkerk werd 1804 de parochiekerk St. Markus. Pas rond 1900 werd deze weer in oude vorm hersteld.

## Geschiedenis
De oudste oorkonden waarin Bedburg genoemd wordt zijn uit 1138. Het stichtingsjaar is waarschijnlijk 1124, toen graaf Arnoud I van Kleef en zijn gemalin 'Bertha aus Kleve' het premonstratenzerklooster Bedburg en de romaanse stiftkerk stichtten. Klooster en kerk worden afwisselend genoemd als gewijd aan Maria of aan Maria en Johannes de Doper. Graaf Arnoud en zijn vrouw Bertha liggen er begraven.

### Bedburg als klooster
Bedburg is gesticht als mannenklooster. In 1162 wordt het genoemd als een dubbelklooster, men spreekt van broeders en zusters. Omstreeks 1180 neemt het generale norbertijnse kapittel het besluit de dubbelkloosters op te heffen. Nadat paus Innocentius III in 1198 dit besluit bekrachtigde werden de mannen van Bedburg naar elders overgeplaatst. Vanaf 1200 wordt Bedburg beschouwd als een vrouwenklooster, hoewel er daarna nog sprake is van enkele broeders. Dat betreft de broeders die nog enkele eeuwen als proost en als priester fungeerden. Het aantal religieuzen dat vanaf 1200 tot 1500 ingetreden is bedraagt 109. In de tweede helft veertiende eeuw steeg het aantal vrouwen dat huisde op Bedburg opvallend. In 1379 huisden er 41 vrouwen ten opzichte van 27 in de eerste helft van de eeuw. Dit is een verschijnsel dat ook in andere conventen waargenomen is.
De Kleefse graven waren de belangrijkste begunstigers van het klooster. In de dertiende en de veertiende eeuw hebben enkele telgen als moniaal verbleven op Bedburg. In 1201 en 1203 deden ook de Gelderse graaf Otto I en zijn vrouw Richarda grote schenkingen. In 1203 kregen de monniken  van de graaf van Gelre en Zutphen het recht om vrij te mogen reizen door en over ons gehele land en water. Otto I beschouwde de rivieren als een integraal onderdeel van zijn territorium. Het klooster kreeg tevens tolvrijheid op Arnhem en Zutphen. De schenkingen zouden gedaan zijn opdat de kloosterlingen de graaf, zijn echtgenote en zijn ouders zouden gedenken. Omdat de graaf nooit eerder belangstelling had voor het Kleefse stift nemen historici aan dat hij politieke motieven had voor zijn schenkingen omdat de Kleefse graaf Diederik VI op dat moment minderjarig was.
In 1466 geraakten de monialen van Bedburg in conflict met hertog Johan I van Kleef. De dames waren van mening dat ze volgens de regels van 'gehoirsamheijt', 'reijnicheijt' en het 'nijet eigens' leefden. De hertog was van mening dat zij te werelds leefden. Het probleem lag in de overtredingen van de kuisheidsgelofte. Zo had een van de monialen in 1458 bij de paus dispensatie aangevraagd voor een clandestien huwelijk. En had Catharina van Eijll eveneens de kuisheidsgelofte overtreden. De hertog legde beslag op alle kloostergoederen. De monialen beloofden verbetering, dat ze samen zouden eten en de renten die ze van hun ouders ontvingen bij elkaar zouden leggen.  

### Bedburg als stift (vanaf 1519)
Onder de druk van de tijd, begin van de Reformatie, was het karakter van het klooster, ondanks het verzet van de Kleefse hertog, veranderd in een wereldlijk kanunnikessenstift. De stiftjuffers ontvingen een jaarlijkse prebende uit de kloosterinkomsten, zij genoten meer vrijheid, de plicht tot ter plaatse resideren en het bijwonen van kerkdiensten werd versoepeld. In 1519 ontving Bedburg van paus Leo X de formele pauselijke goedkeuring van de omzetting van het norbertinessenklooster in een wereldlijk stift. Daarmee werd het convent losgemaakt van de Premonstratenzer Orde en onder toezicht geplaatst van de proost en het aartsdiakonaat van Xanten. De prebenden werden verdeeld onder de decanes en de kanunnikessen. Om het stift te verlaten was toestemming nodig. De verplichte leefregel bestond uit kuisheid en gehoorzaamheid. Men leefde in plaats van naar orderegels volgens statuten waarin geen bepaling van armoede opgenomen was.
Net als in de kloosterperiode werden slechts adellijke kinderen toegelaten die hun adellijke afkomst van zowel vaders als moeders kant met acht kwartieren konden opzweren. Deze voorwaarde is vergelijkbaar met die van het stift Thorn en het stift Elten die eveneens slechts dochters uit hoogadellijke geslachten rekruteerden. Het verschil is dat in Thorn en Elten de dames voor meer dan 80% afstamden van edelvrijen, terwijl dat in Bedburg, net als in Roermond, slechts 6% bedroeg, daar stamde men af van ministerialen en uit de vrije ridderschap.
Bij de rekrutering was naast standgebondenheid ook regionale gebondenheid een voorwaarde. Dat had tot gevolg dat er meerdere vrouwen uit eenzelfde geslacht huisden in het convent. Tussen 1200 en 1600 huisden er vijf dochters uit het geslacht Van Keppel in Bedburg. Uit het geslacht Van Eijll verbleven zeven religieuzen op Bedburg.

## Bedburg-Hau
De naam van het stift werd in 1969 bij herindelingen en samenvoegingen opgenomen in de naam van de nieuwe gemeente Bedburg-Hau. Zodoende is er in deze gemeente geen eigenlijk dorp of woonplaats van die naam. Bedburg was als kerspel steeds de grootste parochie in het Amt Till geweest. Rond 1910 had het station bij de nieuwe psychiatrische kliniek in Hau reeds de naam 'station Bedburg-Hau' gekregen. Het gemeentehuis bevindt zich sinds nieuwbouw in 2004 in Schneppenbaum, niet ver van de St. Markuskerk. Het voormalige klooster leeft nog voort in de straatnaam 'Klosterplatz'.

## Afbeeldingen

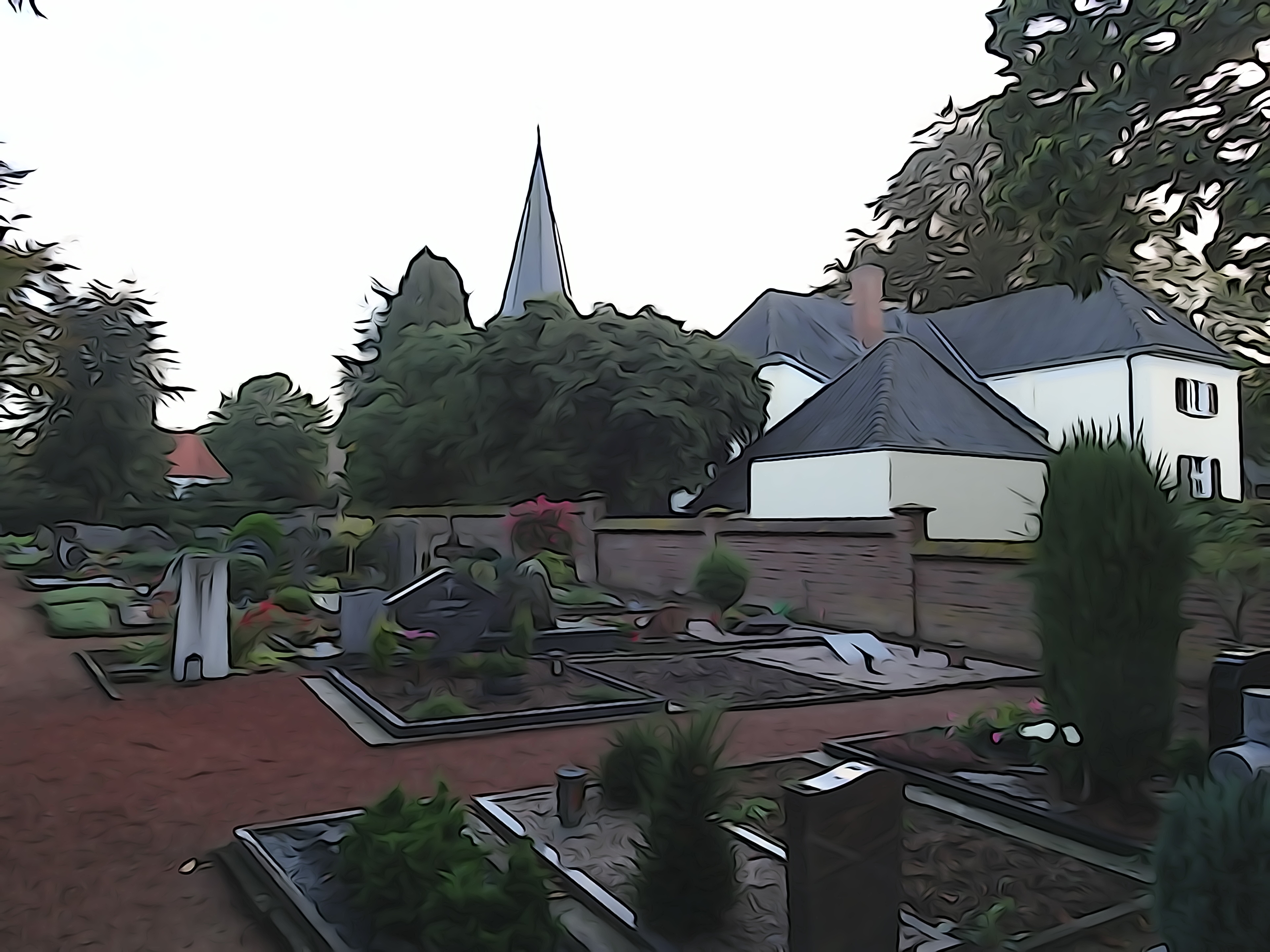
Kerkhof bij de St. Markus
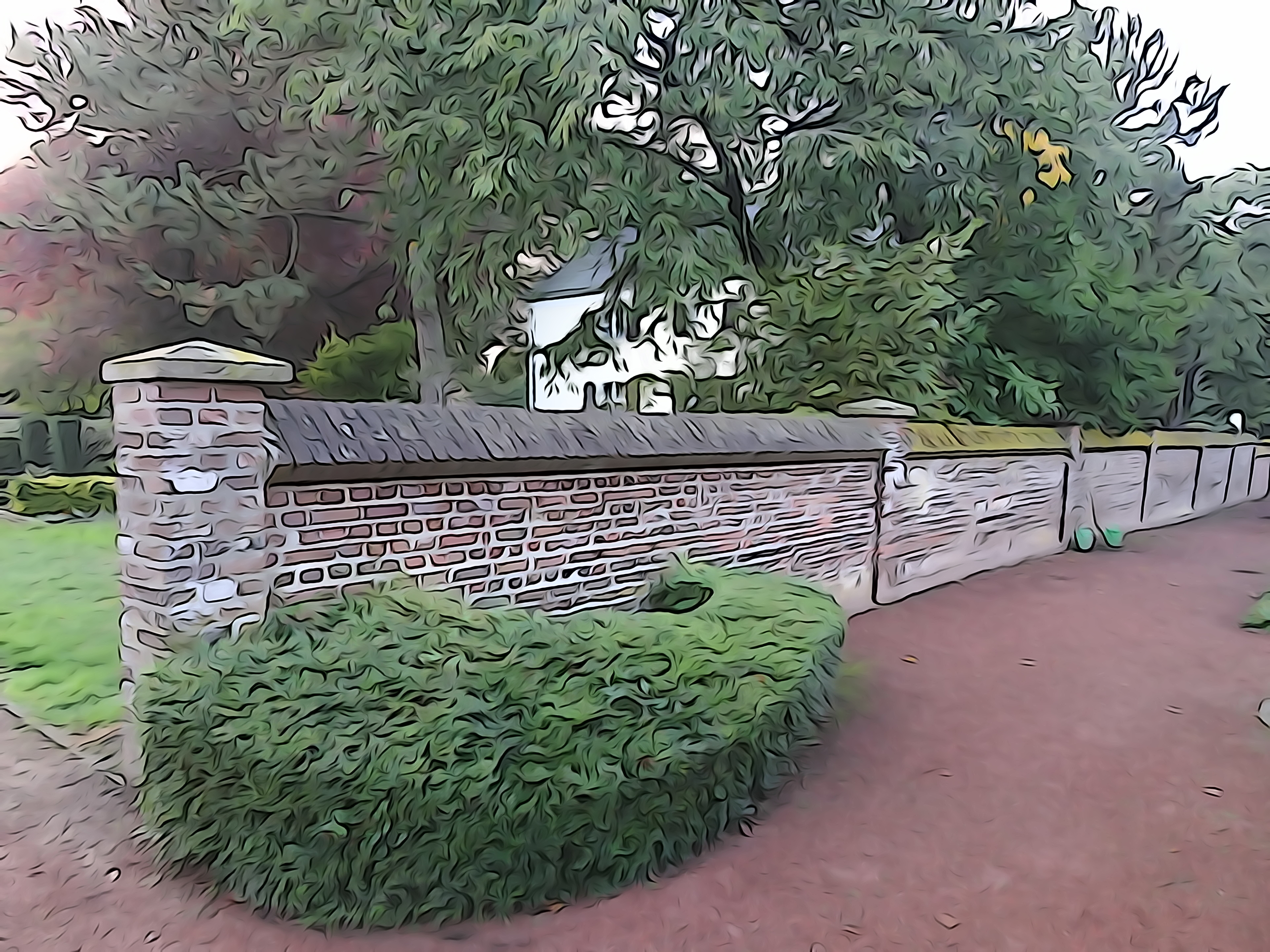
Kerkhofmuur
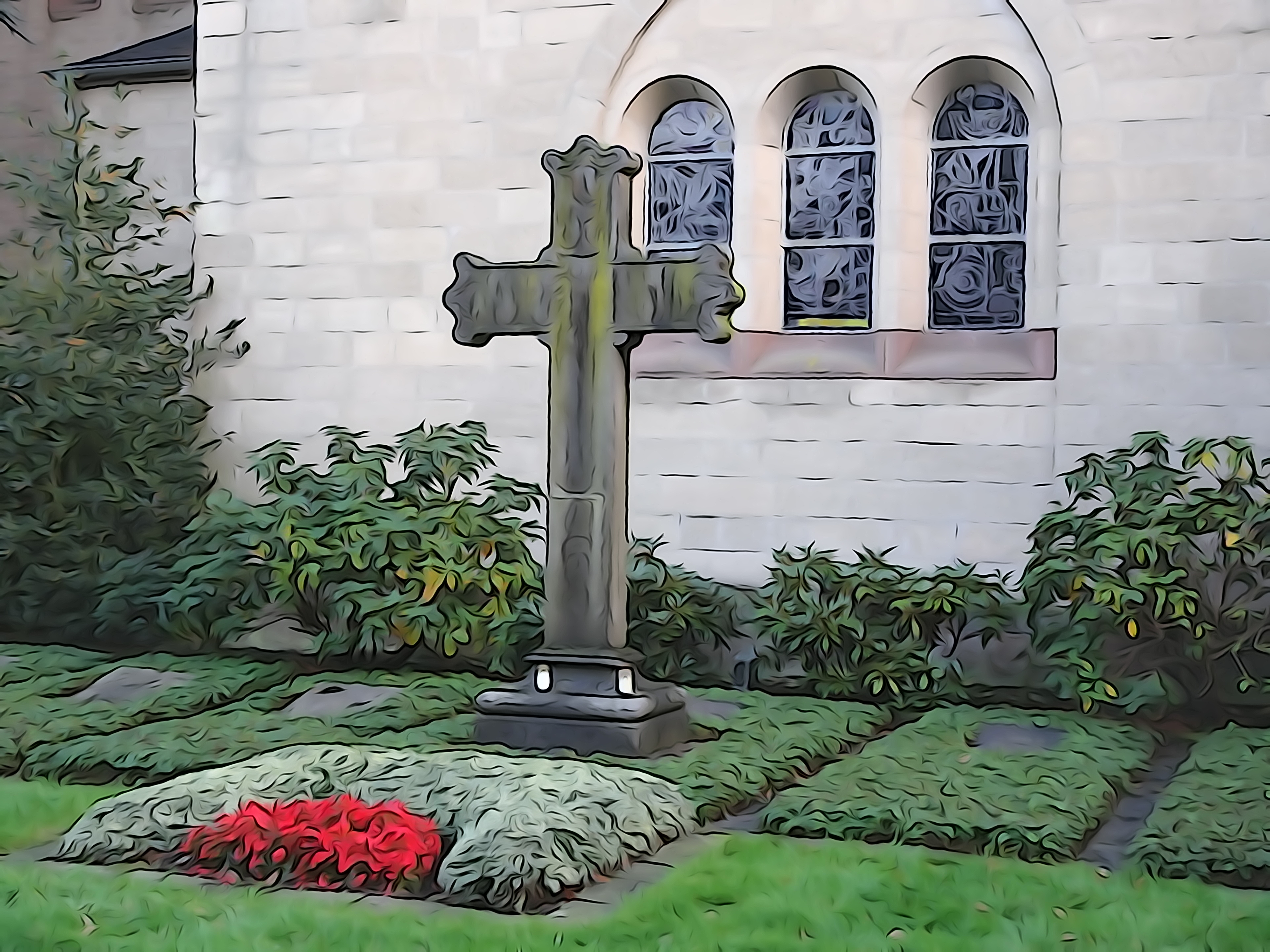
Hoogkruis op het kerkhof
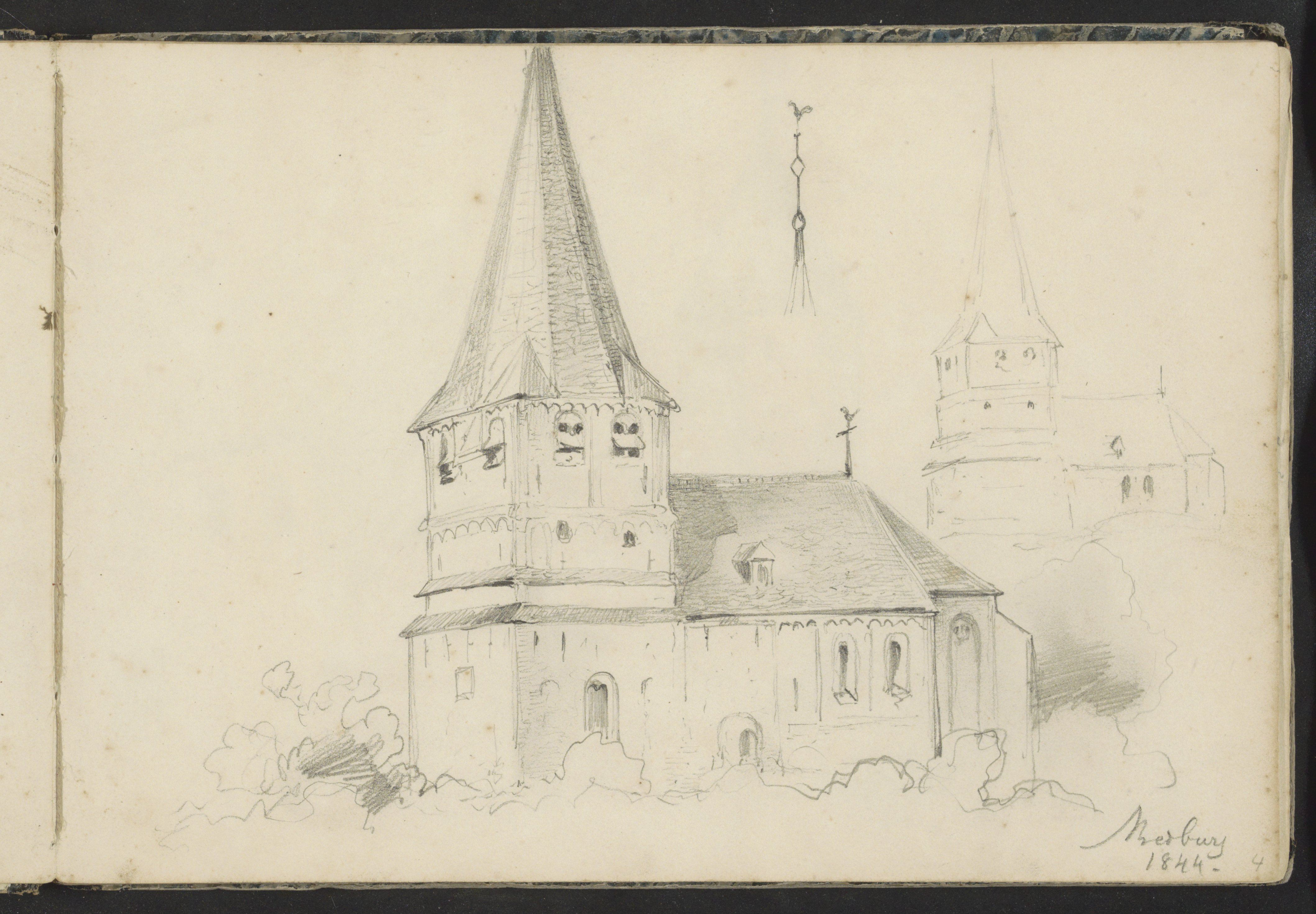
De kerk in 1844 door Johannes Tavenraat